# Seznam romunskih sociologov
Seznam romunskih sociologov.

## D
- Constantin Dobrogeanu-Gherea

## G
- Ion Ghica
- Lucien Goldmann (romunsko-francoski)

## H
- Spiru Haret

## I
- Garabet Ibrăileanu

## K
- Ernest Krausz (1931–2018) (romunsko-izraleski)

## M
- Serge Moscovici (Srul Herş Moscovici) romunsko-francoski socialni psiholog

## N
- Adrian Năstase
- (Constantin S. Nicolăescu-Plopșor...)

## P
- Lucreţiu Pătrăşcanu

## S
- Michael Shafir